# Duomo di Santa Maria (Montecchia di Crosara)
Il duomo di Santa Maria è il principale luogo di culto cattolico di Montecchia di Crosara, in provincia di Verona e diocesi di Vicenza; fa parte del vicariato di San Bonifacio-Montecchia di Crosara, più precisamente dell'Unità Pastorale Alpone.

## Storia: dalla pieve all'attuale duomo

### La pieve
La prima rilevazione, che prova l'esistenza di una pieve a Montecchia, datata 1297, riporta anche il nome del rettore, un certo Brachalinus archipresbyter plebis Sanctae Mariae de Monthecleda. La carenza di documentazione legate al basso medioevo non consente di andare più indietro di questo anno.
La pieve di Montecchia appare essere territorialmente una delle più ampie della diocesi, in quanto comprendeva nella propria giurisdizione, in tutto, dieci cappelle: Santa Maria Maddalena di Terrossa, Santo Stefano di Brognoligo, San Pietro di Brenton, San Pietro di Gambellara, San Giorgio (oggi Sorio) di Gambellara, la Mason di Montebello, Santa Maria di Montebello Vicentino, San Michele di Zermeghedo, San Nicolò di Agugliana, San Biagio di Montorso.
La chiesa pievana, di misure 16x22,25, probabilmente in stile romanico e a tre navate, con facciata rivolta ad est, ricevette nei secoli diversi interventi di ristrutturazione (spesso furono riscontrati problemi al tetto) e di abbellimento in seguito alle richiese dei Vescovi di Vicenza durante le visite pastorali.

La pieve aveva cinque altari, tutti in marmo, dedicati alla Natività della Beata Vergine Maria, alla Madonna del Rosario, all'Immacolata Concezione, a Santa Lucia e a San Carlo Borromeo.

#### Da pieve a sede di vicariato
Montecchia, in virtù del fatto di essere sede dell'antica pievania, diventò sede di vicariato nel 1566 per volere del vescovo Matteo Priuli all'indomani del Concilio di Trento.

#### L'esigenza di un edificio più grande
Nella visita pastorale che il vescovo Giuseppe Maria Peruzzi compì nella diocesi fra il 1819 e il 1825, i dati raccolti riguardo a Montecchia parlano chiaro e sottolineano che sussiste un aumento della popolazione il che porta a sottolineare l'esigenza di avere un edificio più grande.
Per questo motivo, oltre al fatto che risultava in cattive condizioni, la chiesa fu abbattuta.

### Il duomo
Don Gaetano Danieli fu colui che per primo ebbe l'idea della costruzione dell'attuale chiesa. Nel 1819 contattò l'architetto veronese Bartolomeo Giuliari, all'epoca impegnato con la costruzione della nuova parrocchiale di Monteforte d'Alpone. Nonostante la fitta corrispondenza negli anni 1819-1820 e l'approvazione del regio commissario di San Bonifacio, niente fu concretizzato.
Con don Paolo Uderzo cominciarono i lavori per una nuova e grandiosa chiesa da edificare accanto al sito di quella antica. Il progetto venne affidato all'ingegnere-architetto feltrino Giovanni Luigi De Boni, autore di numerose chiese, e l'edificio dal 1840 al 1861, venne innalzato dalle fondamenta al coperto. Evidente l'ispirazione al Rinascimento, in particolare al vicentino Andrea Palladio.

Nel 1861 la chiesa fu aperta al pubblico, anche se l'edificio non era ancora terminato (l'interno tutto da decorare, la facciata incompleta: "rozza [...] a mezze colonne" e il sagrato da sistemare).
Il successore di don Uderzo, don Zaccaria Zanon, parroco tra il 1865 e il 1904, commissionò diversi interventi di abbellimento dell'interno della chiesa, infatti egli: fece adornare il soffitto con pitture da Rocco Pittaco (1885), rivestire di marmorina le pareti e fece posare il pavimento della navata (1897). Inoltre a lui si devono la costruzione dell'Oratorio attiguo alla chiesa e la costruzione della nuova casa canonica.

Il Vescovo (oggi Santo) Giovanni Antonio Farina, visitando la parrocchia nel settembre 1865, disse che, quando ultimata, sarebbe stato "uno de' più vasti e magnifici della Diocesi".
Il giorno 18 settembre 1897 la chiesa fu consacrata dal Vescovo mons. Antonio Feruglio e nell'occasione furono collocate nella pietra sacra dell'altare maggiore le reliquie dei martiri Vincenzo e Lorenzo.
Con Mons. Giovanni Beggiato, parroco dal 1905 al 1948, vennero eseguiti molti interventi nella chiesa tra cui: l'edificazione del nuovo altare maggiore (l'attuale) nel 1907, completamento del pavimento del presbiterio, installazione delle spalliere lavorate in legno nel presbiterio, del pulpito e delle antiporte. Egli aveva anche fatto preparare qualche progetto per il completamento della facciata e dell'antistante gradinata.
Don Luigi Trevisan curò diversi interventi sia all'interno che all'esterno della chiesa, i più importanti sono: rifacimento dell'organo, spostandolo nel presbiterio, rifacimento della facciata (su disegno dell'arch. Luigi Vignali e ing. A. Zamboni, inaugurata il 30 ottobre 1954) e relativa sistemazione del sagrato della chiesa.
Il nuovo altare, rispondente ai principi dell'adeguamento liturgico delle chiese, fu consacrato il 20 dicembre 1997 dal vescovo di Vicenza mons. Pietro Giacomo Nonis.
Mons. Franco Coffetti ha svolto diversi lavori di restauro conservativo del duomo (fra cui la completa sostituzione del manto di copertura), ha dotato della chiesa di un ciclo pittorico rappresentante la vita di Santa Maria. Per volere del vescovo Beniamino Pizziol, la chiesa arcipretale di Montecchia, il 2 settembre 2012 è elevata a duomo.

## Descrizione
L'organismo della chiesa è composto da due volumi ben distinti, connessi tra loro:
1. La navata con la zona plebana costituita da un lungo parallelepipedo con copertura a due falde da quale sporgono al centro due volumi a tutta altezza, corrispondenti gli altari laterali e, a mezza altezza, i volumi degli altri tre altari e del fonte battesimale. La grande sala rettangolare misura 34 metri di lunghezza per 16,25 di larghezza, con un'altezza di quasi 18 metri. La parte estrema, verso la facciata, si abbassa leggermente rispetto al volume principale.
2. Un alto tamburo a base ottagonale che contiene l'area presbiteriale, al quale si connette a nord un'ampia abside, alta quanto la navata. All'interno il presbiterio è coperto a cupola con un'altezza di circa 23 metri.

### La facciata

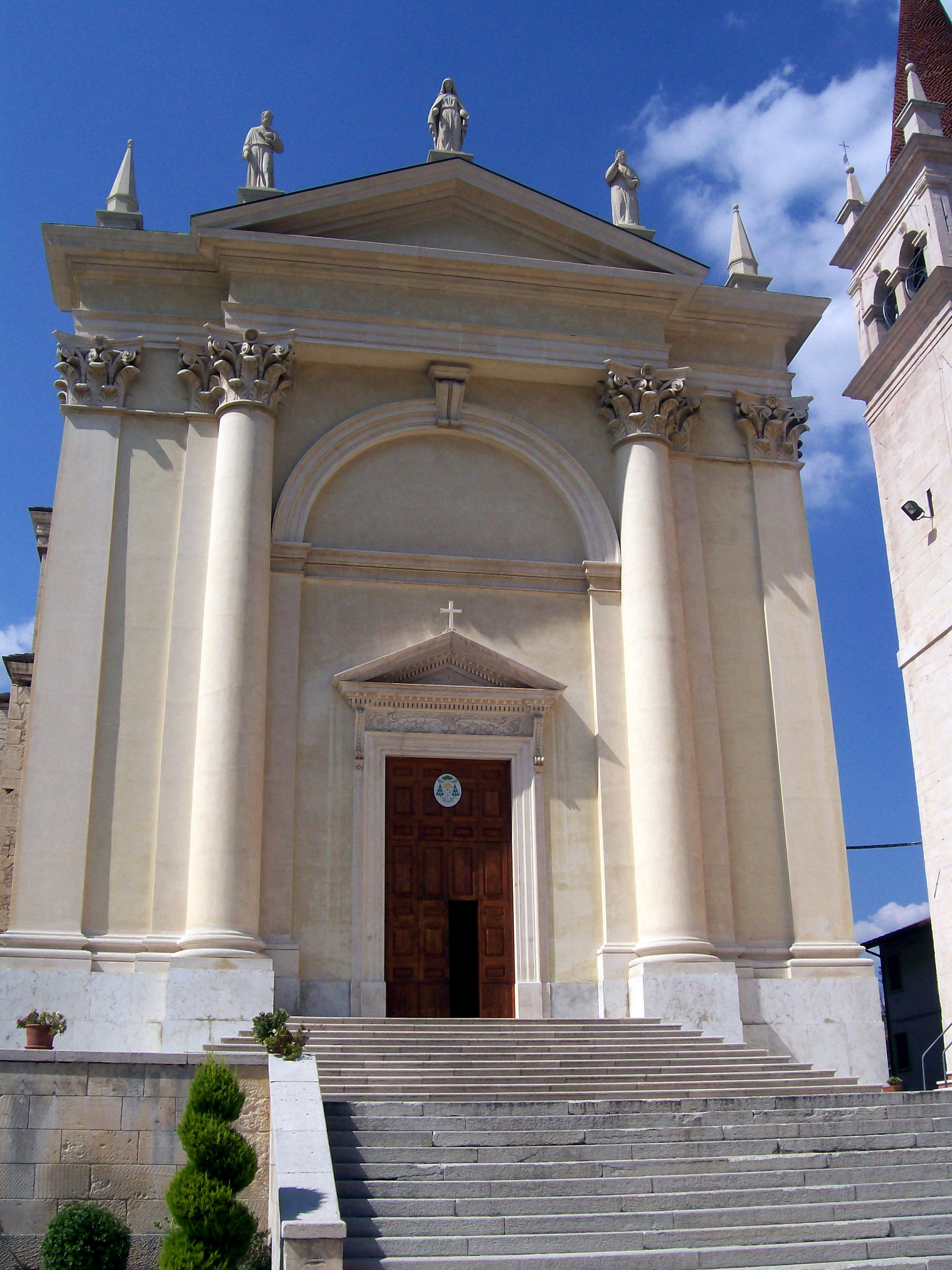
La facciata del Duomo di S. Maria in Montecchia di Crosara (VR).

La facciata, completata nel 1954 su progetto di L. Vignali e A. Zamboni, mostra l'intenzione di salvaguardare il campanile, cercando di non intaccare la sua struttura, ma evitando di non sovrastarlo con la massa della facciata.
La facciata era già stata impostata, ma un suo totale rifacimento risultava costoso, quindi si optò per una soluzione di compromesso che ottenesse entrambi gli scopi. Furono eliminate le due semi colonne esterne e sostituite con piatte lesene facendo rientrare la linea di trabeazione; il timpano fu limitato alle due semicolonne centrali e tutti gli spessori furono ridotti ottenendo un significativo abbassamento di tutta la facciata. Un ultimo tocco riguardò il disegno delle modanature del timpano della trabeazione che furono rese simili a quelle della cella campanaria, cercando una sostanziale uniformità stilistica. Il timpano fu completato con le statue della Madonna Immacolata al centro, San Pietro a sinistra e San Pio X a destra, opera dello scultore e pittore vicentino Bruno Vedovato.

### L'interno
L'interno della chiesa presenta l'impostazione rinascimentale di molte chiese costruite in questo periodo e, in particolare, al modello della chiesa palladiana del Redentore di Venezia.

#### Navata e presbiterio
Otto colonne slanciate colonne corinzie, alternate a lesene sostengono una classica sede elaborata trabeazione che si sviluppa senza interruzioni su tutto il perimetro della chiesa. Tutta la navata è improntata ad una rigida simmetria; segnata dagli identici archi del presbiterio, dell'ingresso e dei due altari maggiori. Lo spazio presbiterale, rialzato di alcuni scalini, ha base ottagonale sulla quale si affacciano quattro identici archi, tra cui quello dell'abside, intervallati da corti spalloni rinforzati da otto semi colonne che sostengono la cupola.
La volta in "cantinelle e malta" fu costruita tra il 1882 ed il 1885 su progetto dell'arch. Antonio Negrin ed esecuzione del costruttore Gerardo Marchioro. Fu affrescata nel 1885 dal pittore Rocco Pittaco, di cui spicca la Madonna in gloria.
Il ciclo pittorico posto in alto lungo la navata, composto da 12 tavole con uso del bianco, dell'ocra e dell'azzurro, presenta vicende della vita della Vergine Maria. Inaugurato l'8 settembre 2015, è opera di Annamaria Trevisan.
Sei sono le finestre che illuminano la navata: quattro a lunetta sopra gli altari minori, mentre quelle centrali sono termali.

Le vetrate, risalenti al 1958, furono preparate dalla Vetreria Caron di Creazzo.
Nel 1897, su progetto dell'ing. Teofilo Carbognin, venne posato il pavimento della navata: una scacchiera in quadroni di rosso Verona e biancone.

##### Altari minori
All'interno furono sistemati i quattro altari barocchi recuperati dalla vecchia chiesa. 
Nella prima nicchia a destra vi è l'altare di Santa Lucia, in marmi policromi, del primo Settecento, con pala raffigurante la Santa.
Segue sullo stesso lato l'altare di San Giuseppe e delle Anime. Di dimensioni imponenti, era l'altare maggiore della chiesa parrocchiale di Bolzano Vicentino, acquistato nel 1924 e qui collocato l'anno successivo.

In marmi policromi, con predominio dei colori bianco e nero, contiene una pala, il Transito di San Giuseppe del pittore scledense Vittorio Puppin, collocata nel 1926.
Tra il secondo e il terzo altare è posta una statua della Madonna in trono con Bambino, restaurata nel 2003, in pietra calcarea, con tracce di policromia, databile al XV secolo e con l'ipotesi che sia avvicinabile alla bottega del veronese Bartolomeo Giolfino. Forse era collocata sull'altare maggiore della pieve.
Sullo stesso lato si trova il terzo altare intitolato a San Francesco, in marmi policromi, con pala raffigurante il Santo d'Assisi che prega la Madonna col Bambino.
Sul lato sinistro della navata troviamo, nella prima nicchia, l'altare maggiore della vecchia pieve, il più complesso ed elaborato tra quelli laterali, oggi dedicato alla Madonna e con statue di San Giuseppe e San Giovanni Battista, risalente al 1729. La statua lignea della Madonna con Bambino, proveniente da Ortisei, fu collocata il 18 novembre 1950.
Seguono la volta dove è collocato il fonte battesimale e l'altare in marmi policromi dedicato a Sant'Antonio di Padova, con statua del 1907 raffigurante il frate di origini portoghesi.
Tra il secondo e il terzo altare è collocato il pulpito ligneo.

##### Altare maggiore
L'altar maggiore fu commissionato nel 1907 all'architetto Luigi Toniato, il quale progettò una complessa struttura ricca di decorazioni e marmi policromi.
L'opera fu eseguita dagli artisti vicentini Paolino Pedon ed Eugenio Battaglia, mentre il tronetto va attribuito agli scultori carraresi Nicoli e Beretta.
Le forme sono quelle di un eclettismo che sembra voler ricostruire l'evoluzione dell'architettura a partire dalla base che ricorda i sepolcri trecenteschi, continuando con un colonnato del primo Rinascimento, fino al coronamento con le forme del classicismo palladiano, il tutto con l'uso di marmi policromi che ricorda gli altari barocchi. Non mancano spunti neoclassici come i due angeli oranti, molto simili a quelli dell'altar maggiore della chiesa di Santa Maria Maggiore di San Bonifacio del 1847. Due medaglioni, opera del vicentino Tiziano Lucchetta, risalenti al 1880, ricordano gli arcipreti Gaetano Danieli e Paolo Uderzo.
L'altare fu inaugurato il 19 ottobre 1907 dal Patriarca di Venezia Aristide Cavallari. Per l'occasione tenne un elegante discorso l'abate e poeta Giacomo Zanella. 

### L'Oratorio
A sinistra del presbiterio sorge l'Oratorio, progettato dall'ingegnere Carbognin, costruito nel 1896 e restaurato nel 2005. Al suo interno vi è una statua dell'Immacolata, opera dello scultore Giovanni Beretta di Carrara 1908, e la pala dei Santi Giovanni XXIII e Padre Pio da Pietrelcina, dipinta nel 2012 da Annamaria Trevisan.

## Campanile
Il campanile, alto 36 metri, è senz'altro un'antica costruzione, ma la mancanza di qualsiasi elemento decorativo, se si esclude un moderno rettilineo marcapiano, non consente un'attribuzione così certa al periodo romanico. Rispetto all'antica chiesa, il campanile occupava lo spazio dell'abside nord, cosa che fa pensare ad una sua più tarda costruzione, forse riferibile al XII-XIV secolo. La muratura fino alla cella campanaria è in rettangolari conci squadrati di pietra tufacea, nella quale sono visibili piccole buche pontaie, ora murate e strette feritoie per illuminare la scala interna. Sul lato sud, è visibile ad una certa altezza, una porta murata che forse dava accesso alla zona presbiteriale dell'antica chiesa; sullo stesso lato, più in alto, resta l'impronta di una copertura a due falde di difficile interpretazione. Potrebbe essere il segno della copertura del coro in una fase successiva a quella delle absidi romaniche semicircolari. La cella campanaria e la cuspide sono evidentemente un'aggiunta successiva. Un'elaborata cornice fa da stacco tra la canna e la cella che è intelaiata da quattro lesene tuscaniche. Le quattro bifore hanno pilastrini con capitello assai sporgente e chiave di volta voluta con un disegno tipico d'età barocca. Tutta la cella è probabilmente da collegare al cartiglio posto all'interno, che reca la data 1624. La copertura a pigna, con quattro pinnacoli ai lati, culminata dalla croce, chiude la costruzione.

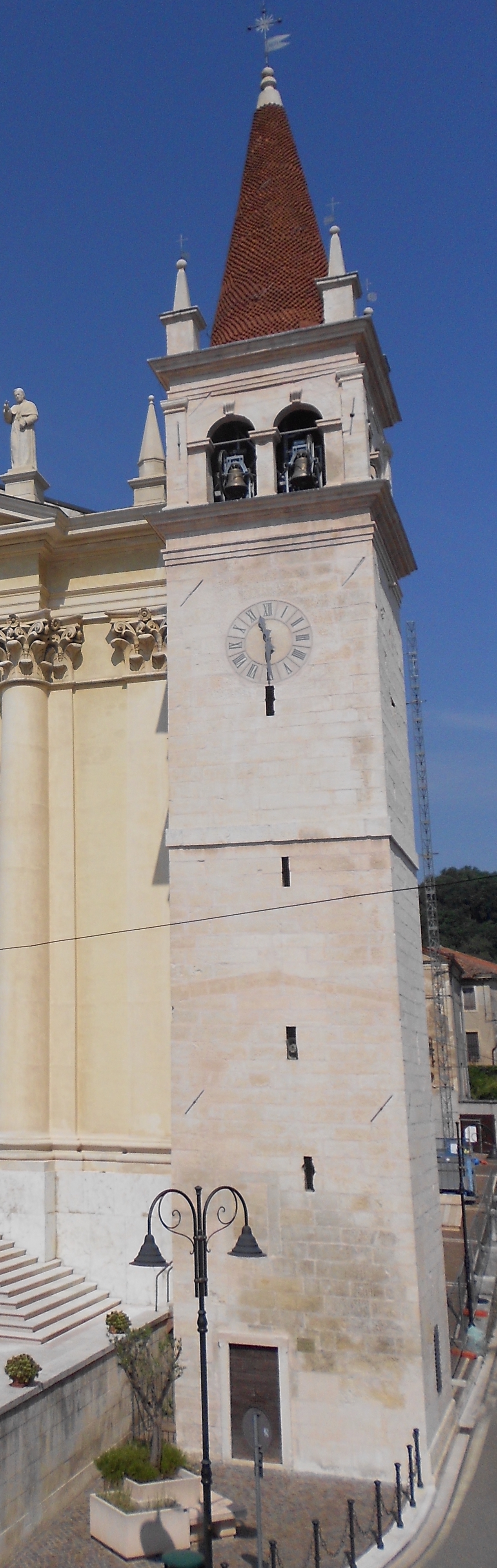
Il campanile nella sua interezza

### Le campane
Il campanile ospita attualmente un concerto di nove campane, montate a sistema veronese, accordato in scala diatonica maggiore di Mi bemolle 3. La fusione delle campane è avvenuta in diversi anni e per opera di diversi fonditori (Cavadini di Verona e De Poli di Treviso).
| Numero Campana | Prima fusione                 | Seconda fusione              | Terza fusione                |
| -------------- | ----------------------------- | ---------------------------- | ---------------------------- |
| I              | 1833, Cavadini Pietro (Mi3)   | 1882, Cavadini Achille (Mi3) | 1936, Cavadini Ettore (Mib3) |
| II             | 1833, Cavadini Pietro (Fa#3)  | 1930, Cavadini Ettore (Fa#3) | 1936, Cavadini Ettore (Fa3)  |
| III            | 1833, Cavadini Pietro (Sol#3) | 1936, Cavadini Ettore (Sol3) |                              |
| IV             | 1833, Cavadini Pietro (La3)   | 1936, Cavadini Ettore (Lab3) |                              |
| V              | 1833, Cavadini Pietro (Si3)   | 1936, Cavadini Ettore (Sib3) |                              |
| VI             | 1988, De Poli (Do4)           |                              |                              |
| VII            | 2008, De Poli (Re4)           |                              |                              |
| VIII           | 2008, De Poli (Mib4)          |                              |                              |
| IX             | 2008, De Poli (Fa4)           |                              |                              |

| Numero Campana | Nota Nominale | Peso     | Diametro Bocca |
| -------------- | ------------- | -------- | -------------- |
| I              | Mi b 3        | 953 kg   | 1185 mm        |
| II             | Fa 3          | 677 kg   | 1053 mm        |
| III            | Sol 3         | 492 kg   | 940 mm         |
| IV             | La b 3        | 396 kg   | 878 mm         |
| V              | Si b 3        | 276 kg   | 785 mm         |
| VI             | Do 4          | 229,7 kg | 715 mm         |
| VII            | Re 4          |          |                |
| VIII           | Mi b 4        |          |                |
| IX             | Fa 4          |          |                |

In cella oltre alle nove campane in scala, è presente una campana di piccole dimensioni detto "campanello del richiamo", la nota nominale che emette è Do5, è stato fuso nel 1862 dalla fonderia Cavadini ed è montato a slancio.

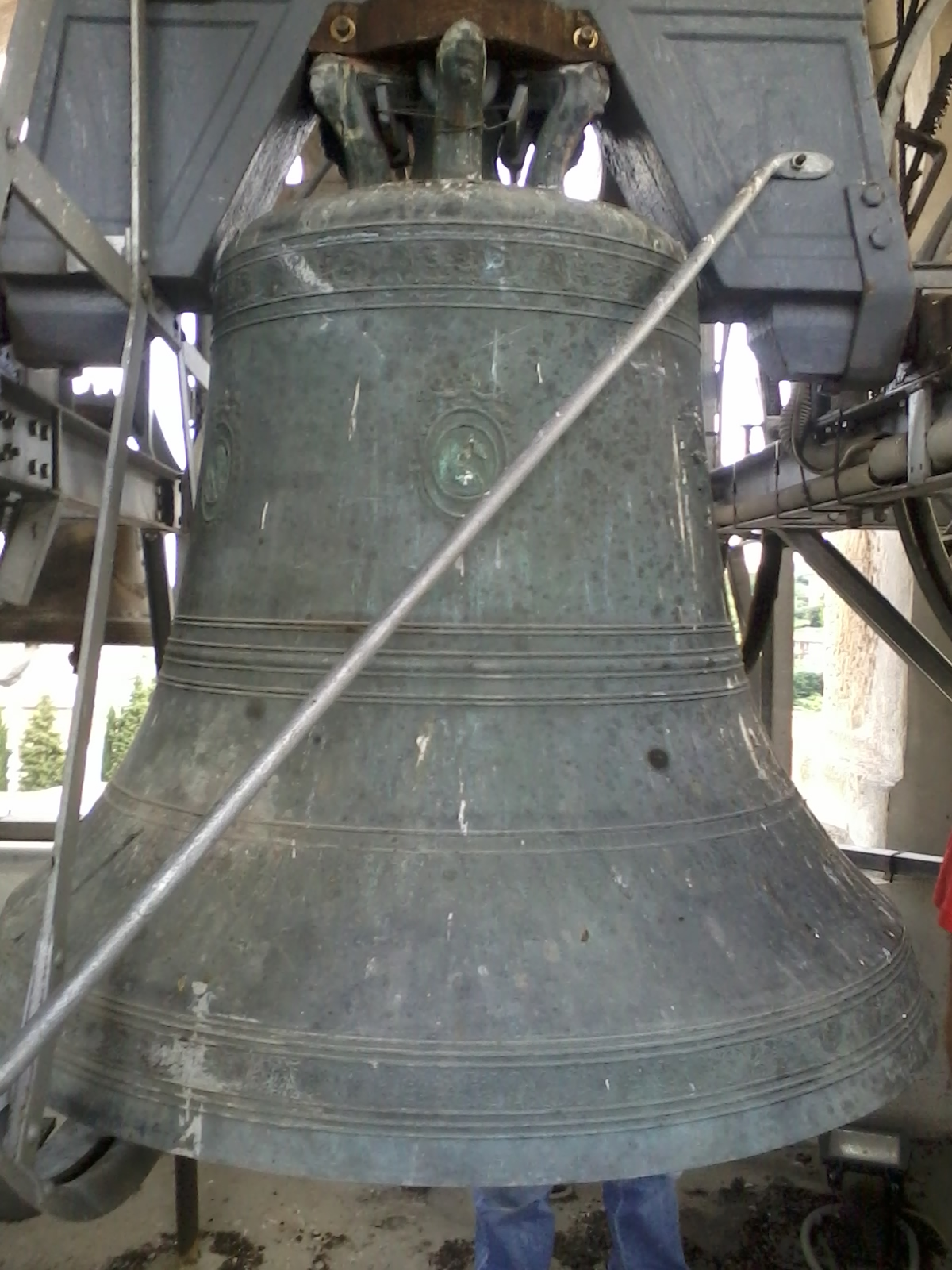
Campana I (Mi b 3)
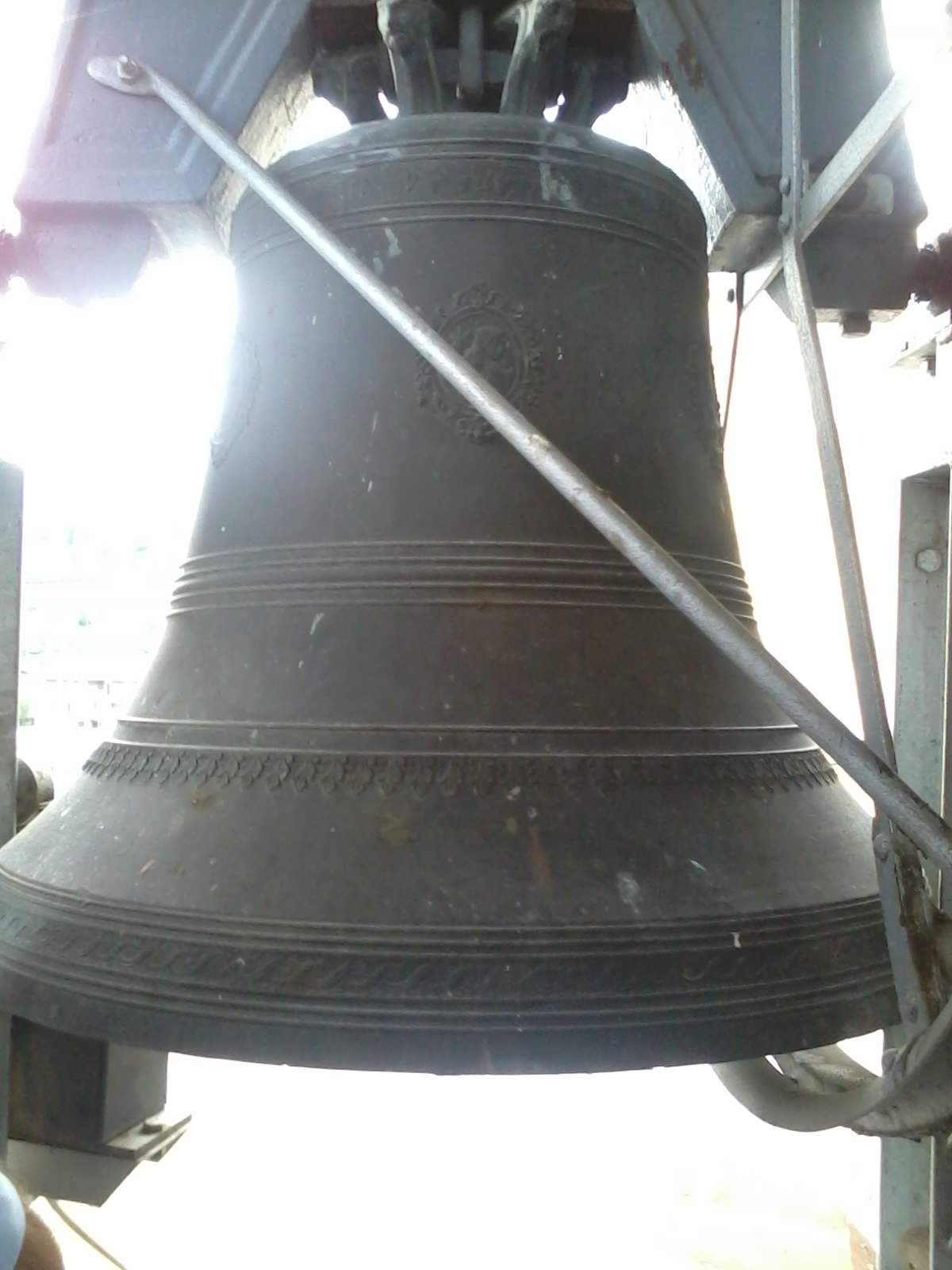
Campana IV (La b 3)
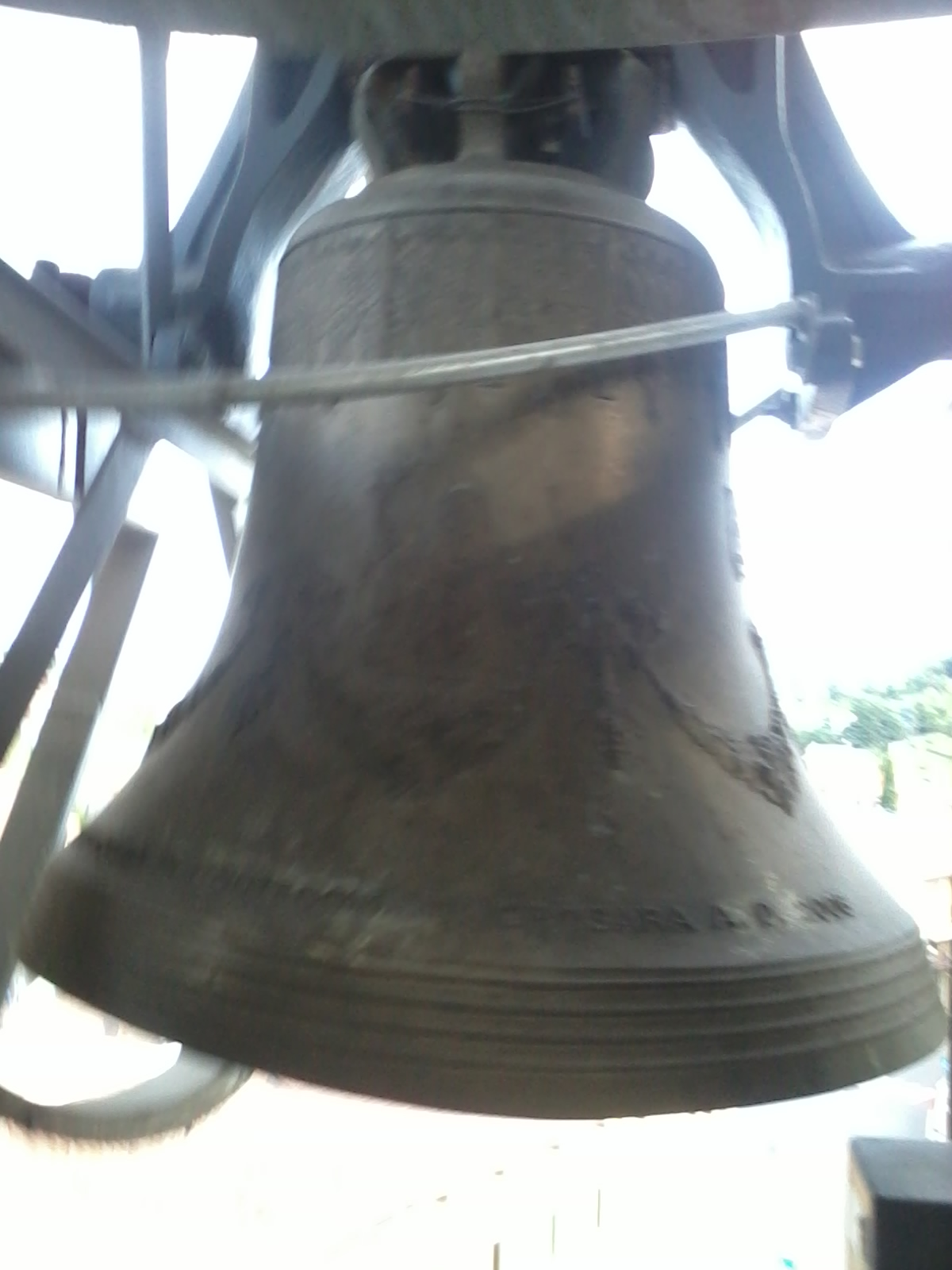
Campana VII (Re 4)
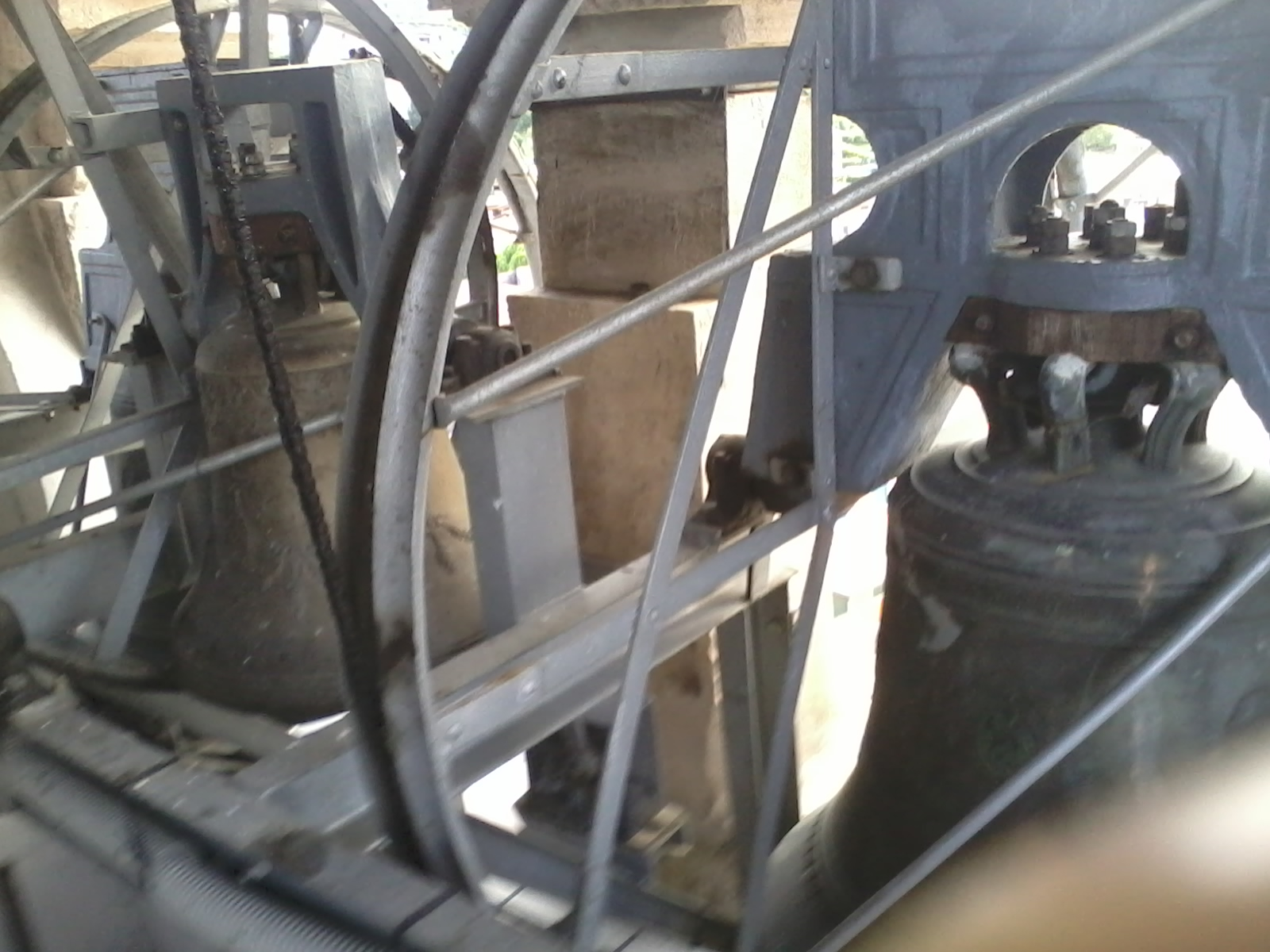
Campana V, IX, IV (da sx a dx)
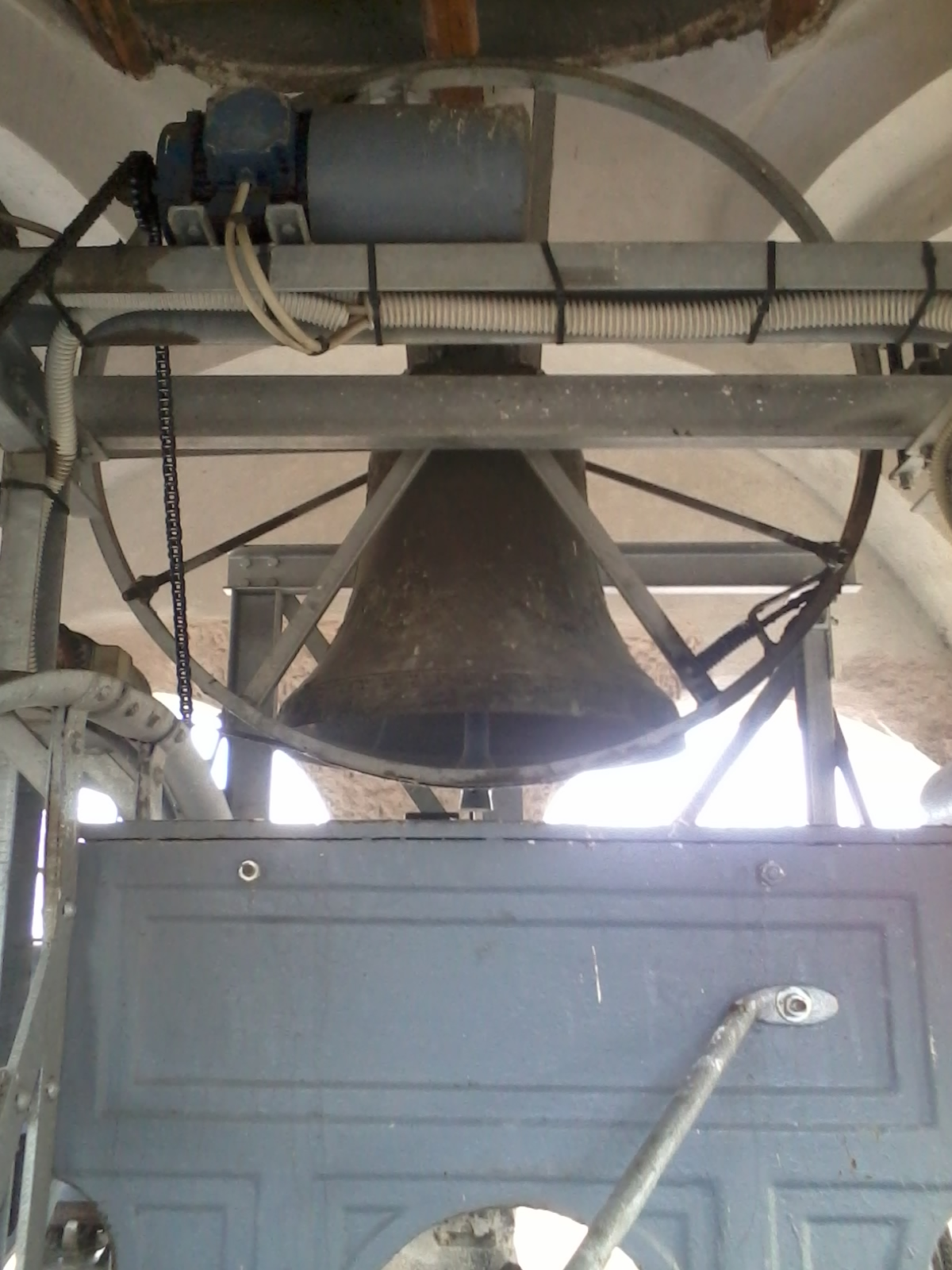
Campana VI (Do4)
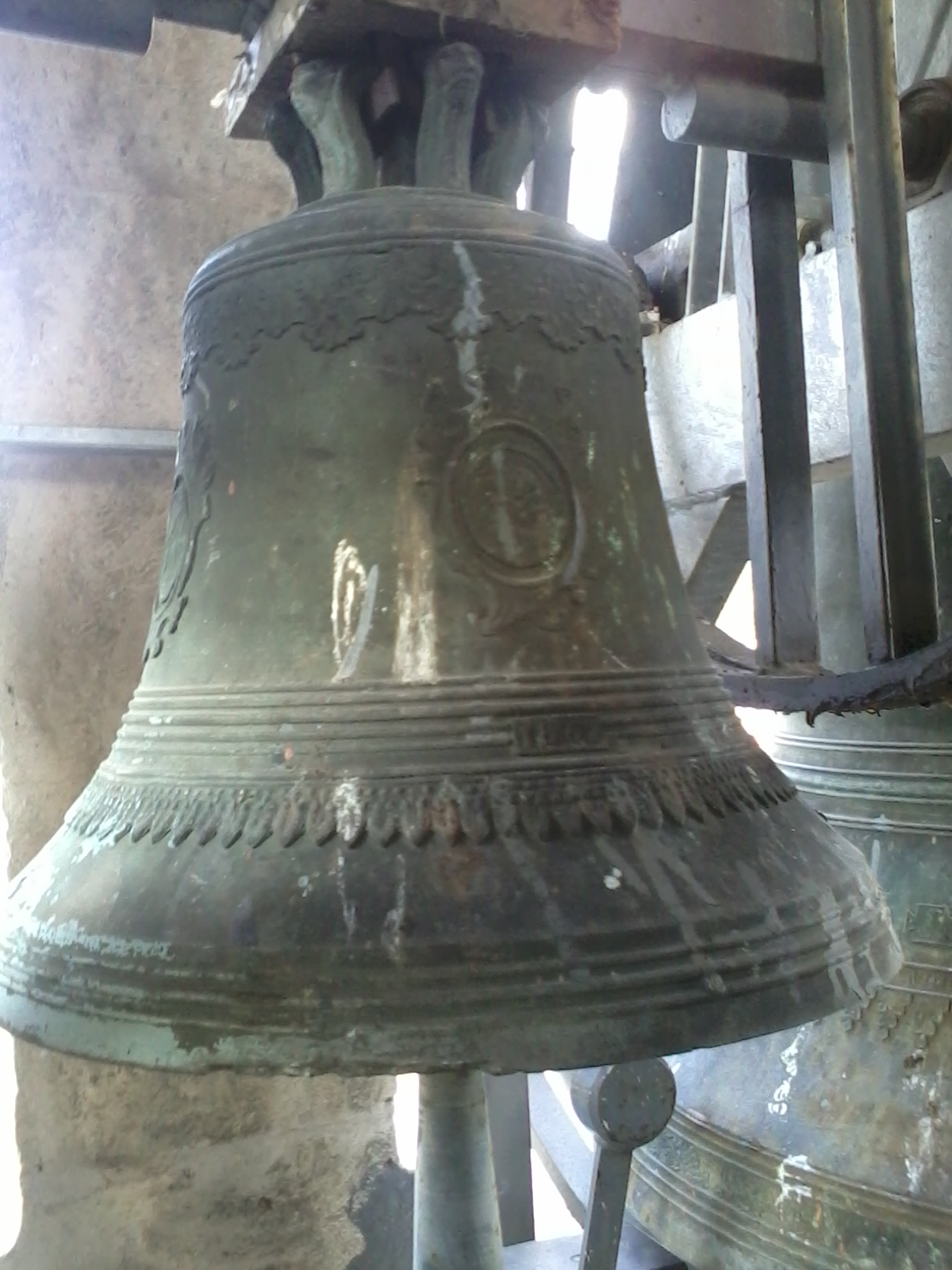
"Campanello del richiamo"

Dal 2008 il concerto è completamente elettrificato.

## Organo
Il 23 gennaio 1949, si decise per il rifacimento dell'organo spostandolo nel presbiterio. Il progetto venne preparato in poco tempo, con il contributo di mons. Ernesto Dalla Libera del conservatorio Benedetto Marcello di Venezia, del signor Celestino Balbiani e dell'ingegnere Ferdinando Miotti. Il 13 marzo 1949 iniziarono i lavori e si stabilì come data di inaugurazione il 26 marzo 1950, giorno della visita pastorale del nuovo vescovo Carlo Zinato. Furono mesi "di lavoro febbrile". "Era stata progettata la sistemazione dei due organi su cantorie innalzate sopra le spalliere laterali del presbiterio. Non piacque l'idea: le spalliere erano già tanto internate! I sacerdoti completamente nascosti dalla navata della chiesa: la sovrapposizione delle cantorie avrebbe finito col dare senso di oppressione. pensando a lungo e ripetutamente misurando, si arriva alla conclusione realizzata. Le vecchie spalliere vengono allontanate dal muro, vi si aggiungono i fianchi, si ripuliscono, si aggiunge la fascia sopra. Il progetto incontra la massima approvazione. Il presbiterio, già tanto vuoto, acquista ricchezza, mentre non disturba la navata". L'organo "lo si volle maestoso come comporta la Chiesa. Si poteva risparmiare nella spesa alquanto elevata, forse internandolo, e risparmiando quindi in facciata e nella costruzione, ma sacrificando parte della sagrestia e parte dell'oratori, e correndo pericolo di sacrificarne i buoni effetti, non solo, ma anche la conservazione. Si avrebbe potuto risparmiare nei registri e in qualche comodità ma si credette bene di attenersi al principio che di avere fatto le cose, potendo, non ci si pente mai". Il 26 marzo 1950 fu festa grande: mentre il vescovo Zinato benediceva il nuovo organo di 2530 canne alla presenza del maestro di musica Ernesto Dalla Libera, mons. Trevisan fu nominato canonico onorario della cattedrale di Vicenza.
L'organo fu "costruito dalla pontificia reale Fabbrica d'Organi Balbiani-Vegezzi-Bossi di Milano. L'organo è a trasmissione elettronica con due manuali di 61 note, pedaliera di 32 pedali, 45 registri, 29 sonori, 10 pistoncini di combinazione".

### Disposizione fonica
| I - Grand'Organo |        |
| Principale       | 16'    |
| Diapason         | 8'     |
| Principale       | 8'     |
| Bordone          | 8'     |
| Dulciana         | 8'     |
| Unda maris       | 8'     |
| Ottava           | 4'     |
| Flauto Camino    | 4'     |
| Nazardo          | 2.2/3' |
| Ripieno          |        |
| Tromba           | 8'     |
| Vibratore        |        |

| II - Espressivo |    |
| Principale      | 8' |
| Flauto          | 8' |
| Coro Viole      | 8' |
| Viola Gamba     | 8' |
| Celeste         | 8' |
| Principalino    | 4' |
| Flauto          | 4' |
| Silvestre       | 2' |
| Ripieno         |    |
| Voce Corale     | 8' |
| Oboe            | 8' |
| Campane         |    |
| Vibratore       |    |

| Pedale       |     |
| Contrabbasso | 16' |
| Subbasso     | 16' |
| Violone      | 16' |
| Basso        | 8'  |
| Bordone      | 8'  |
| Cello        | 8'  |
| Vibratore    |     |

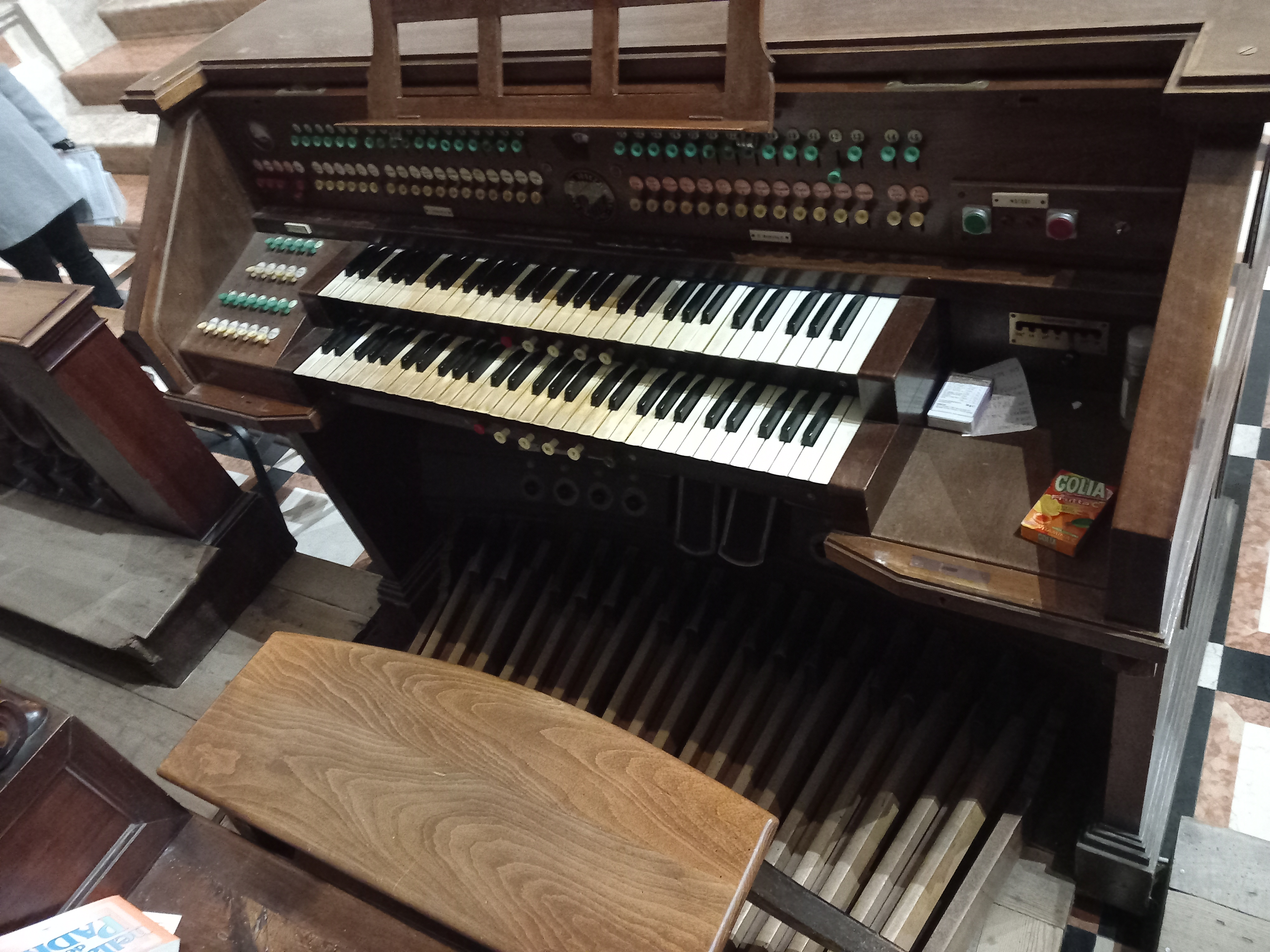
Consolle
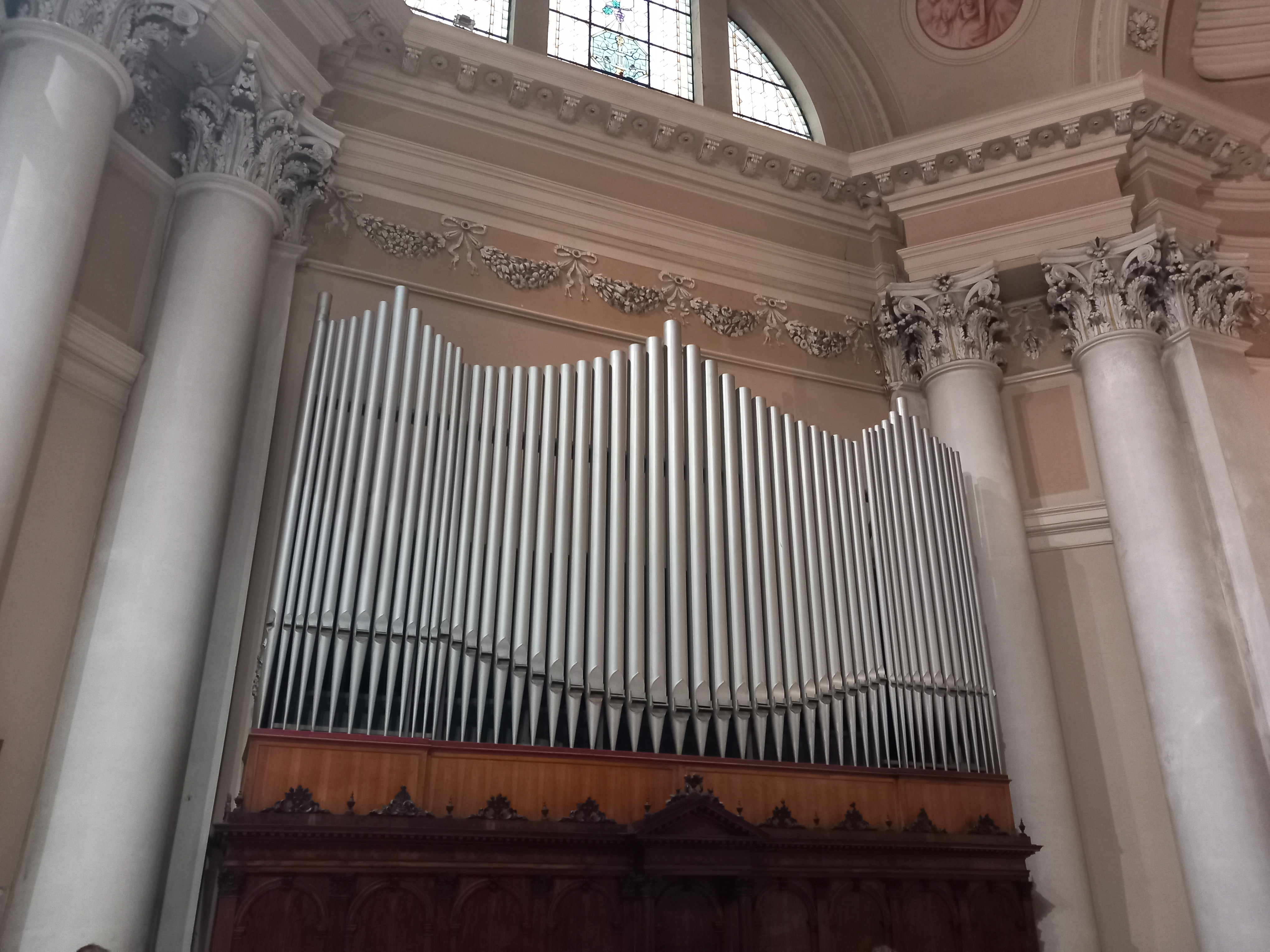
Corpo di sinistra
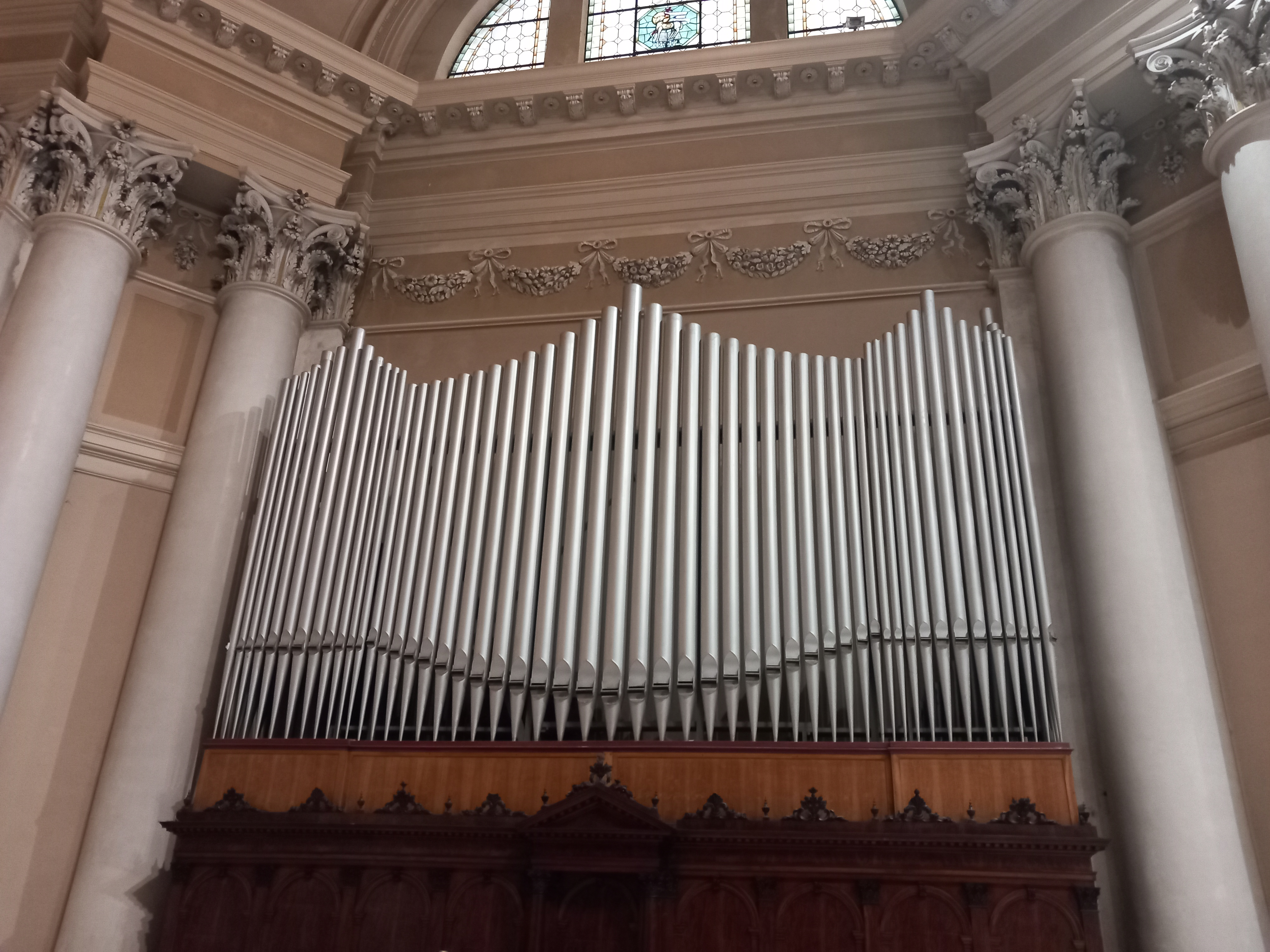
Corpo di destra